# Malargüe
Malargüe es la ciudad cabecera del departamento homónimo en la provincia de Mendoza, Argentina.
Se encuentra a 300 km de la capital provincial, Mendoza, a 1198 km de la ciudad de Buenos Aires y a 303 km de Talca, Chile, ciudad con la cual está comunicada por el Paso Internacional Pehuenche. Se ubica a unos 1475 m s. n. m.

## Toponimia
Su nombre proviene del mapudungun Malal Hue (que significa corral de piedra o zona de corrales, debido a formaciones montañosas a donde los aborígenes llevaban su ganado).

## Historia
En el año 1876, el general Julio Argentino Roca quien fuera el jefe de Fronteras, ordenaría al teniente coronel Luis Tejedor construir a los 25 km al norte del «Fortín de Malalhue», el "Fuerte General San Martín" en el paraje El Alamito que se ubicaba al sur del río Atuel, cercano a las juntas con el río Salado mendocino.
Diez años después, el 16 de enero de 1886, se fundó por decreto la «Villa de Malargüe» —sobre la base del fuerte antes citado más conocido como "Fortín El Alamito"— nombre que fue cambiado en virtud de otro decreto del 17 de mayo de 1887 por el de "Villa Coronel Beltrán", al igual que el del departamento, en homenaje al sacerdote que fuera jefe de la maestranza del Ejército de los Andes del general José de San Martín.
Por ley del 26 de mayo de 1892, durante la gobernación de Deoclecio García, esta villa con nuevo nombre hacía cinco años, dejaría de ser cabecera de departamento, al ser este anulado y transformado en distrito dentro del "Departamento 25 de Mayo" que fuera el nuevo nombre del de San Rafael.
El 16 de noviembre de 1950, por la Ley provincial N° 1.937 y ejerciendo el gobierno de Mendoza Blas Brisoli, y con el nombre original, la localidad resurgió como cabecera de la administración del territorio departamental (también recuperado al escindirse nuevamente del departamento San Rafael, al que le darían nueva denominación: "General Perón". Cinco años después, luego del ascenso de la Revolución Libertadora, dicho departamento también resurgiría su nombre original de Malargüe.

## Geografía

### Población
Según el censo del 2010 del INDEC, el municipio de Malargüe tiene 27 660 habitantes, de los cuales 21 619 corresponden al tipo urbano, 452 a rural agrupado y 5589 a rural disperso. Según la misma fuente, la localidad de Malargüe propiamente dicha cuenta con 21 619 habitantes, abarcando la totalidad de la población urbana del municipio. Por su población Malargüe es el 6.º aglomerado de la provincia de Mendoza y uno de los municipios con mayor crecimiento demográfico del país en la última década.

### Clima
El clima es continental y seco. El promedio de [enero] es de 19.6 °C mientras que en julio se promedian 3.4 °C. Las precipitaciones son de 300 mm anuales. Las precipitaciones nivales en invierno son muy importantes. La temperatura mínima absoluta registrada en esta ciudad es de -24.6 °C.
| Parámetros climáticos promedio de Malargüe Aero, Mendoza (1991-2020, extremas 1970–2024) | Parámetros climáticos promedio de Malargüe Aero, Mendoza (1991-2020, extremas 1970–2024) | Parámetros climáticos promedio de Malargüe Aero, Mendoza (1991-2020, extremas 1970–2024) | Parámetros climáticos promedio de Malargüe Aero, Mendoza (1991-2020, extremas 1970–2024) | Parámetros climáticos promedio de Malargüe Aero, Mendoza (1991-2020, extremas 1970–2024) | Parámetros climáticos promedio de Malargüe Aero, Mendoza (1991-2020, extremas 1970–2024) | Parámetros climáticos promedio de Malargüe Aero, Mendoza (1991-2020, extremas 1970–2024) | Parámetros climáticos promedio de Malargüe Aero, Mendoza (1991-2020, extremas 1970–2024) | Parámetros climáticos promedio de Malargüe Aero, Mendoza (1991-2020, extremas 1970–2024) | Parámetros climáticos promedio de Malargüe Aero, Mendoza (1991-2020, extremas 1970–2024) | Parámetros climáticos promedio de Malargüe Aero, Mendoza (1991-2020, extremas 1970–2024) | Parámetros climáticos promedio de Malargüe Aero, Mendoza (1991-2020, extremas 1970–2024) | Parámetros climáticos promedio de Malargüe Aero, Mendoza (1991-2020, extremas 1970–2024) | Parámetros climáticos promedio de Malargüe Aero, Mendoza (1991-2020, extremas 1970–2024) |
| Mes                                                                                      | Ene.                                                                                     | Feb.                                                                                     | Mar.                                                                                     | Abr.                                                                                     | May.                                                                                     | Jun.                                                                                     | Jul.                                                                                     | Ago.                                                                                     | Sep.                                                                                     | Oct.                                                                                     | Nov.                                                                                     | Dic.                                                                                     | Anual                                                                                    |
| ---------------------------------------------------------------------------------------- | ---------------------------------------------------------------------------------------- | ---------------------------------------------------------------------------------------- | ---------------------------------------------------------------------------------------- | ---------------------------------------------------------------------------------------- | ---------------------------------------------------------------------------------------- | ---------------------------------------------------------------------------------------- | ---------------------------------------------------------------------------------------- | ---------------------------------------------------------------------------------------- | ---------------------------------------------------------------------------------------- | ---------------------------------------------------------------------------------------- | ---------------------------------------------------------------------------------------- | ---------------------------------------------------------------------------------------- | ---------------------------------------------------------------------------------------- |
| Temp. máx. abs. (°C)                                                                     | 37.0                                                                                     | 36.5                                                                                     | 33.6                                                                                     | 30.6                                                                                     | 27.8                                                                                     | 27.4                                                                                     | 28.5                                                                                     | 29.4                                                                                     | 31.0                                                                                     | 30.8                                                                                     | 33.5                                                                                     | 36.5                                                                                     | 37.0                                                                                     |
| Temp. máx. media (°C)                                                                    | 29.1                                                                                     | 27.2                                                                                     | 25.0                                                                                     | 20.0                                                                                     | 15.3                                                                                     | 12.5                                                                                     | 11.8                                                                                     | 14.2                                                                                     | 17.0                                                                                     | 20.5                                                                                     | 24.4                                                                                     | 27.5                                                                                     | 20.4                                                                                     |
| Temp. media (°C)                                                                         | 20.6                                                                                     | 18.9                                                                                     | 16.4                                                                                     | 11.5                                                                                     | 7.4                                                                                      | 4.7                                                                                      | 3.8                                                                                      | 5.8                                                                                      | 8.7                                                                                      | 12.5                                                                                     | 16.2                                                                                     | 19.2                                                                                     | 12.1                                                                                     |
| Temp. mín. media (°C)                                                                    | 11.6                                                                                     | 10.7                                                                                     | 8.9                                                                                      | 4.8                                                                                      | 1.5                                                                                      | -1.0                                                                                     | -2.3                                                                                     | -1.1                                                                                     | 1.3                                                                                      | 4.4                                                                                      | 7.3                                                                                      | 10.0                                                                                     | 4.6                                                                                      |
| Temp. mín. abs. (°C)                                                                     | 0.3                                                                                      | -1.3                                                                                     | -2.9                                                                                     | -6.9                                                                                     | -12.0                                                                                    | -13.7                                                                                    | -24.6                                                                                    | -15.6                                                                                    | -10.1                                                                                    | -5.4                                                                                     | -3.8                                                                                     | -0.9                                                                                     | -24.6                                                                                    |
| Precipitación total (mm)                                                                 | 22.7                                                                                     | 32.4                                                                                     | 30.2                                                                                     | 30.4                                                                                     | 30.4                                                                                     | 33.5                                                                                     | 24.4                                                                                     | 26.9                                                                                     | 17.4                                                                                     | 24.5                                                                                     | 25.9                                                                                     | 21.9                                                                                     | 320.6                                                                                    |
| Días de precipitaciones (≥ 0.1 mm)                                                       | 5.3                                                                                      | 6.0                                                                                      | 4.5                                                                                      | 4.0                                                                                      | 5.3                                                                                      | 5.5                                                                                      | 4.2                                                                                      | 4.5                                                                                      | 4.3                                                                                      | 4.4                                                                                      | 3.6                                                                                      | 4.1                                                                                      | 55.7                                                                                     |
| Horas de sol                                                                             | 341.0                                                                                    | 279.7                                                                                    | 266.6                                                                                    | 219.0                                                                                    | 179.8                                                                                    | 162.0                                                                                    | 182.9                                                                                    | 210.8                                                                                    | 234.0                                                                                    | 269.7                                                                                    | 312.0                                                                                    | 344.1                                                                                    | 2995.1                                                                                   |
| Humedad relativa (%)                                                                     | 43.8                                                                                     | 50.3                                                                                     | 55.4                                                                                     | 60.6                                                                                     | 63.7                                                                                     | 61.9                                                                                     | 59.8                                                                                     | 53.7                                                                                     | 49.2                                                                                     | 44.9                                                                                     | 40.9                                                                                     | 40.0                                                                                     | 52.0                                                                                     |
| Fuente n.º 1: Servicio Meteorológico Nacional                                            |                                                                                          |                                                                                          |                                                                                          |                                                                                          |                                                                                          |                                                                                          |                                                                                          |                                                                                          |                                                                                          |                                                                                          |                                                                                          |                                                                                          |                                                                                          |
| Fuente n.º 2: Oficina de Riesgo Agropecuario (valores extremas),                         |                                                                                          |                                                                                          |                                                                                          |                                                                                          |                                                                                          |                                                                                          |                                                                                          |                                                                                          |                                                                                          |                                                                                          |                                                                                          |                                                                                          |                                                                                          |

## Economía
En el pasado, las principales actividades económicas eran la exploración y producción de petróleo y la minería de uranio, que en épocas de auge le dieron un cierto dinamismo a la ciudad. En la actualidad, también hay hoteles y cabañas disponibles para visitantes interesados en el ecoturismo durante el verano, y esquí durante el invierno en los resorts de Las Leñas y Los Molles en las cercanías.
También posee una intensa actividad ganadera caprina. Cada año se realiza la Fiesta Nacional del Chivo, de gran atractivo turístico, donde los visitantes y los pobladores pueden disfrutar de varias noches de espectáculos artísticos y saborear distintos platos típicos basados en la carne de chivito Malargüino.

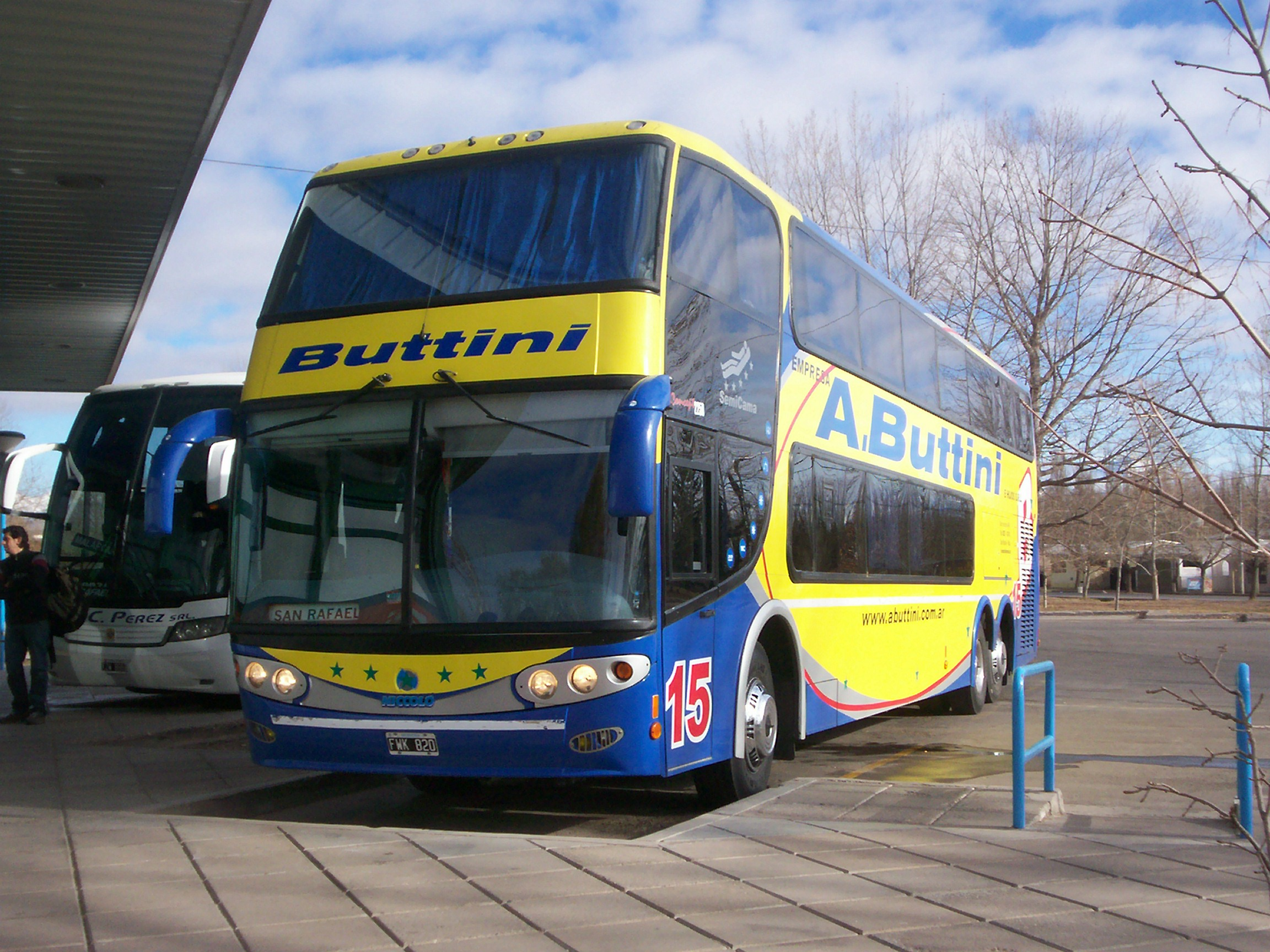
Terminal de Ómnibus de San Rafael.

## Turismo
El departamento homónimo del cual es capital se caracteriza por la extraordinaria cantidad de espectaculares paisajes con atractivos de turismo de aventura, montañismo, parapentismo,  ráfting, kayakismo, safari espeleología, balnearios termales, cabalgatas gauchas etc. En este departamento se encuentra el Centro de Esquí y de deportes de invierno Las Leñas, considerado uno de los más importantes de la Argentina. 
La zona de Valle Hermoso está ubicada a 95 km de la capital del departamento y a unos 21 km del Valle de Las Leñas. Es uno de los paisajes más emblemáticos en la región tanto por su belleza como por su riqueza arqueológica.
Malargüe tiene como referente la "Fiesta del Chivo", en cuya realización se lleva a cabo, la elección de la reina departamental, para el evento de la Fiesta Nacional de la Vendimia, que se realiza todos los años en esta provincia.
En la ciudad se hallan los dos Laberintos Carmona: uno es un cuadrado de 70 por 70 metros que cuenta con 31 pasillos de norte a sur y de este a oeste; y el otro es redondo, de menos de siete metros, para los niños, con una «fuente de los deseos» en su centro que da la bienvenida a quienes logren llegar a ella.
Las inversiones en centros de convenciones han posicionado a la ciudad como un atractivo interesante para la realización de reuniones científicas de nivel provincial, nacional e internacional, haciendo surgir así el turismo de congresos. El Centro de Congresos Thesaurus es un edificio, inaugurado en septiembre de 1999, en el ingreso a la ciudad dentro del Parque del Ayer, situado tres metros bajo el nivel del suelo, para no generar impacto visual. Su diseño permite que mil personas puedan realizar, simultáneamente, distintas actividades en sus tres salas principales, salas auxiliares, túnel de vinculación, hall principal, confitería y sanitarios, todo en un total de 1500 m². Se destaca el microcine “Maitén”, con sonido dolby digital envolvente, camarín de acceso independiente y sanitarios. El Centro ha sido elogiado por los Integrantes de la Asociación de Organizaciones de Congresos, Ferias, Exposiciones y Afines de la República Argentina (AOCA), quienes se han sorprendidos por la magnitud de la obra.

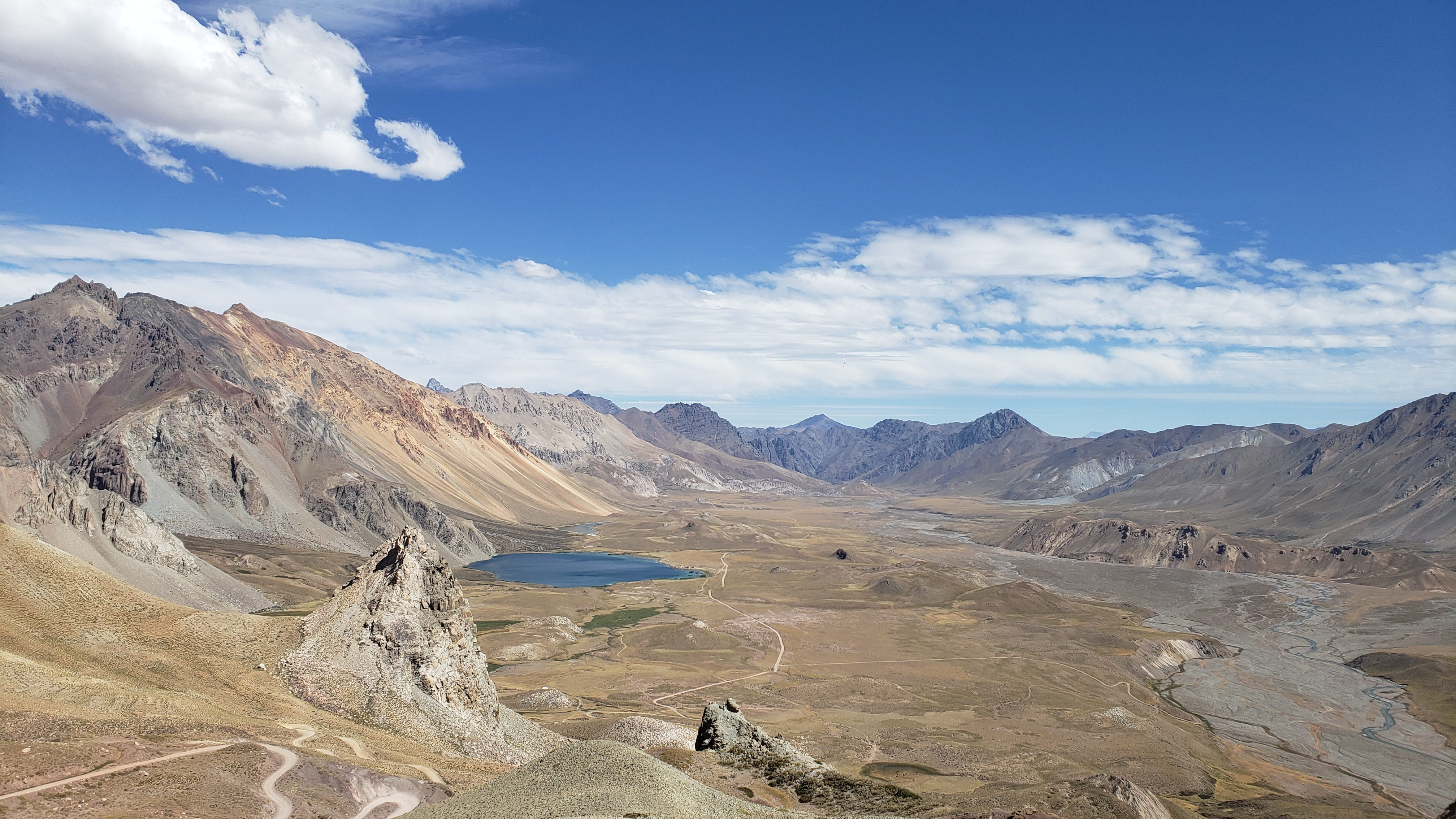
Valle Hermoso, Malargüe

## Transporte

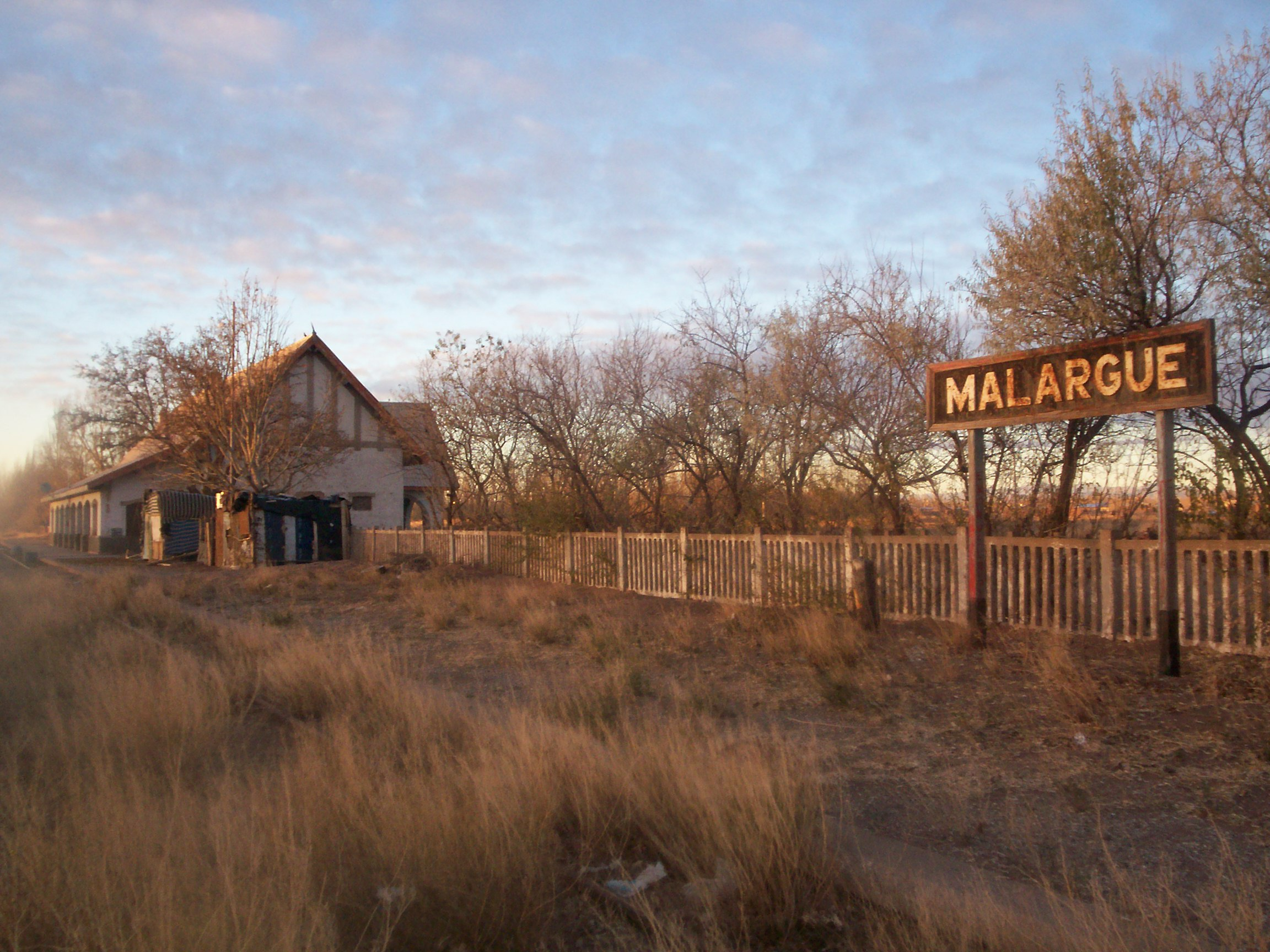
Estación de Malargüe

Malargüe y Las Leñas están servidas por el Aeropuerto Internacional Comodoro Ricardo Salomón que recibe vuelos desde y hacia Buenos Aires en la temporada invernal. Por tierra, está comunicado con San Rafael con varios servicios diarios. El acceso desde el sur es malo, siendo inexistentes servicios públicos periódicos. 
Asimismo, Malargüe está comunicada con la República de Chile por un camino totalmente pavimentado que discurre por ambos países (Rutas 40 y 145 en Argentina y Ruta CH-115 en Chile) y que atraviesa el Paso Internacional Pehuenche, puerto de montaña y frontera.
La estación de Malargüe fue parte del Ramal Ferroviario San Rafael-Malargüe y Ramal Ferroviario Malargüe-Bardas Blancas , ahora abandonado, perteneciente al Ferrocarril General San Martín.

## Medios de comunicación

### Medios gráficos
- Municipalidad de Malargüe
- El Malargüino
- Malalweb Diario Digital
- Malargüe a Diario
- Sitio Andino
- El Fiscal
- Periódico Ser y Hacer

### Radios
- AM 790 Radio Malargue
- Radio Eólica FM 90.7
- Radio Municipal FM 94.5
- Radio FM Austral 94.1

## Centro astronómico y espacial

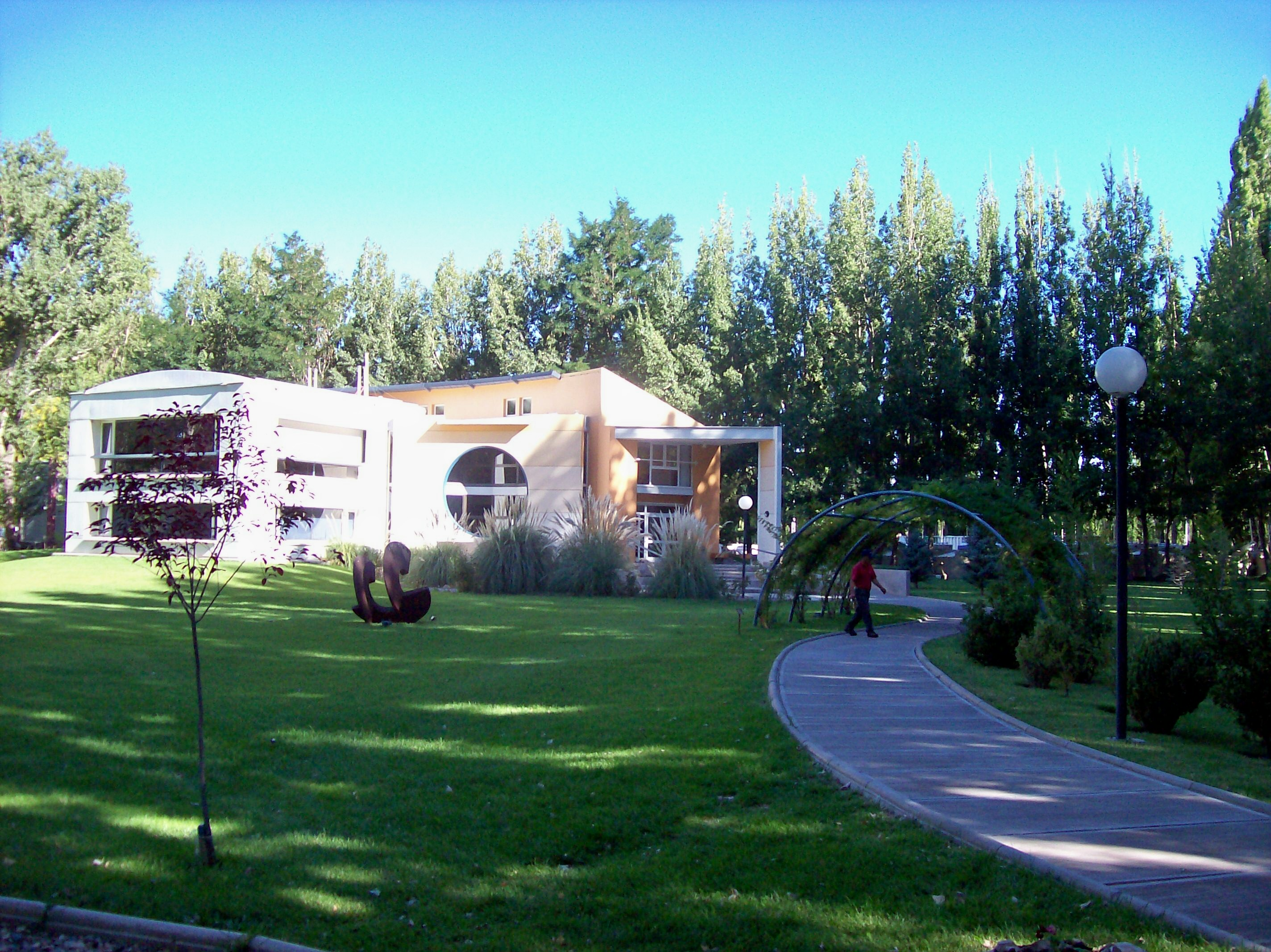
Observatorio Pierre Auger

En Malargüe también se puede encontrar en Pampa Amarilla el sitio del Observatorio Pierre Auger, un experimento internacional de astrofísica de partículas, que busca el origen y naturaleza de los rayos cósmicos ultraenergéticos.
En 2007  se comenzó la construcción de un planetario, inaugurado en agosto de 2008. Cuenta con un sistema de proyección full dome y se encuentra isntalado sobre un terreno de una hectárea y media. El domo de proyección esta alojado dentro de un edificio con forma de pirámide de 13 m de lado, revestido con tejas triangulares azules que brillan aú de noche. Se accede a dicho domo por una rampa descendente que conduce a una sala redonda con capacidad para 65 personas. Una cúpula semiesférica de aluminio micro perforado, permite observar la inmensidad del cielo. Las proyecciones sobre la semiesfera brindan imágenes tridimensionales de los objetos celestes, haciendo que el visitante imagine estar en una burbuja espacial.
En el 2009, la Agencia Espacial Europea (ESA) eligió a Malargüe para instalar la estación DSA 3 o Antena de Espacio Profundo 3 de apoyo para sus misiones interplanetarias.  Sirve tanto para recibir datos de las naves espaciales como para enviarles comandos.

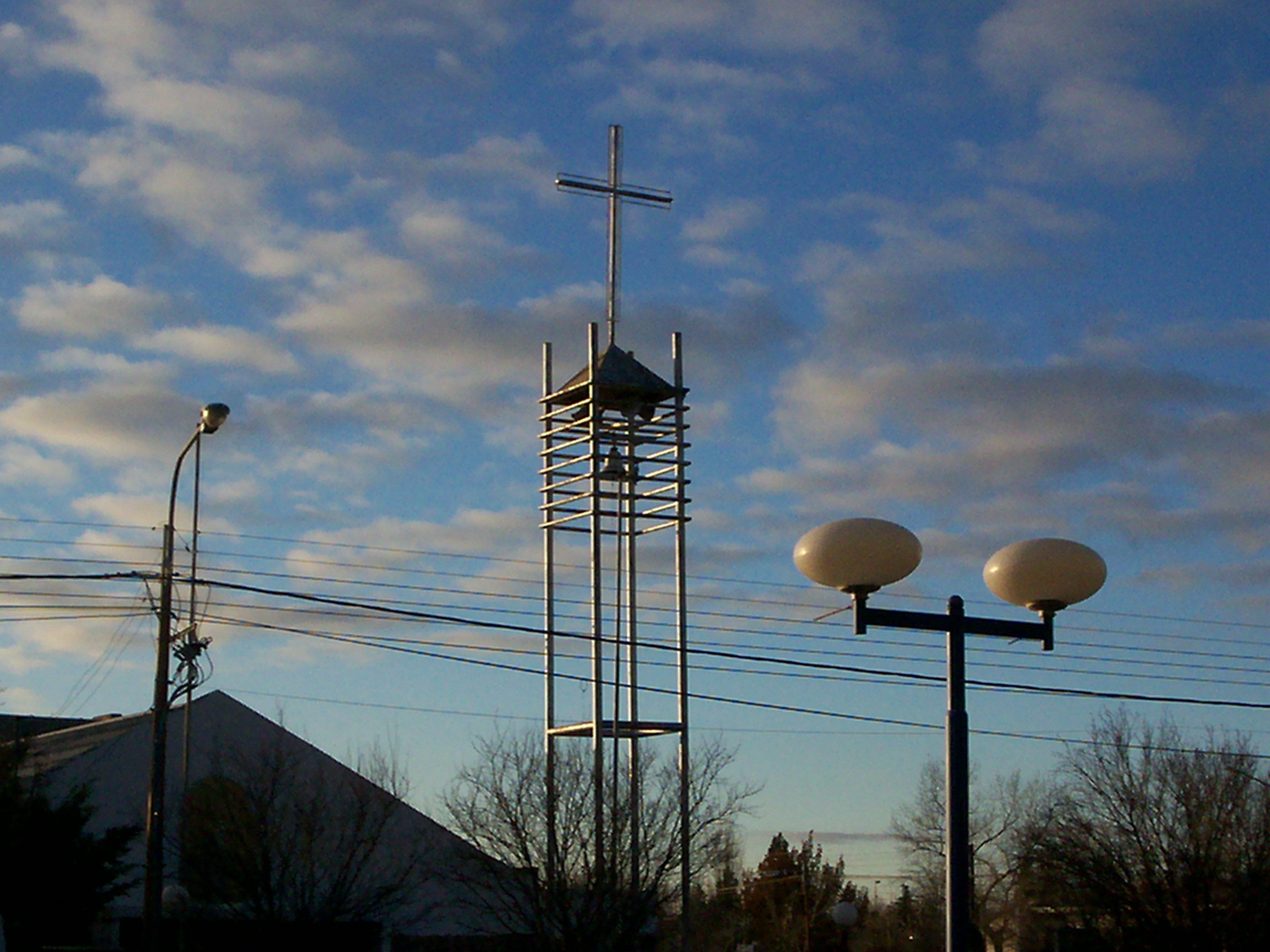
Parroquia Nuestra Señora del Rosario (Malargüe).

## Parroquias de la Iglesia Católica
| Diócesis   | San Rafael                                            |
| ---------- | ----------------------------------------------------- |
| Parroquias | Nuestra Señora del Rosario, Nuestra Señora del Carmen |